# Mallomys
Mallomys är ett släkte gnagare som tillhör underfamiljen möss (Murinae). Arterna förekommer på Nya Guinea.

## Kännetecken
Mallomys räknas med en kroppslängd mellan 29 och 47 centimeter till de största medlemmarna i underfamiljen. Därtill kommer svansen som blir 28 till 44 centimeter lång. Vikten varierar mellan 0,9 och 2 kilogram. Pälsen är påfallande lång och ullig. Ovansidan har en mörkbrun till grå färg och undersidan är vitaktig, ibland finns vita tvärstrimmor på bålen. Händer och fötter är svarta. Svansen är bara glest täckt med hår och är nära kroppen brunaktig och vid spetsen vit. Huvudet har en massiv konstruktion och nosen är påfallande kort.

## Utbredning och levnadssätt
Arterna är endemiska på Nya Guinea, de vistas främst i skogar i bergsregioner. Mallomys lever främst i träd och bygger där sina bon, i undantagsfall byggs bon på marken. Dessa djur livnär sig av unga växtskott och andra växtdelar. Några honor var dräktiga med en unge.

## Systematik
Fyra arter är vetenskapligt beskrivna:
- Mallomys aroaensis lever i östra Nya Guinea.
- Mallomys gunung är bara känd från 2 ställen i öns centrum. Arten listas av IUCN som starkt hotad (endangered).
- Mallomys istapantap förekommer i mellersta och östra Nya Guinea.
- Mallomys rothschildi finns i hela Nya Guinea.

En femte art som saknar vetenskaplig beskrivning finns i bergsområdet Arfak i öns västra del. 2007 upptäcktes ytterligare en population i bergstrakten Foja som tillhör öns indonesiska del. En möjlig sjunde art hittades 2009 i den slocknade vulkanen Mount Bosavi. Individer av denna population blir över 80 centimeter långa.
Wilson & Reeder räknar Mallomys till den så kallade Pogonomys-släktgruppen som främst förekommer på Nya Guinea.
Djuren i släktet, främst Mallomys rothschildi kallas även ullråtta
Det vetenskapliga släktnamnet är bildat av de grekiska orden mallos (ull) och mys (mus).

## Hot
Individerna jagas på grund av deras storlek för köttets och tändernas skull. Med undantag av den nämnda arten är de etablerade arterna inte sällsynta på Nya Guinea.